# Chiltana baluchi
Chiltana baluchi är en insektsart som beskrevs av Mushtaq 1995. Chiltana baluchi ingår i släktet Chiltana och familjen Dictyopharidae. Inga underarter finns listade i Catalogue of Life.